# Coscinia autumnata
Coscinia autumnata là một loài bướm đêm thuộc phân họ Arctiinae, họ Erebidae.